# Llanasa
Llanasa è un villaggio nella contea di Flintshire, nel Galles del nord-est. Viene descritta come un'antica parrocchia del Flintshire che comprendeva originariamente le cittadine di Gronant, Gwespyr, Kelston, Golden Grove, Picton, Trewaelod, Axtyn e Trelogan.
Prende il nome da Sant'Asafo (Asaph) e si ritiene esista da almeno il 600, quando era chiamata Llanasaph, cioè chiesa di Sant'Asaph. Qui vi era la tomba del santo e qui furono poste le sue reliquie prima di traslarle nella cattedrale di St Asaph, qualche tempo prima del 1281. Quest'antica parrocchia fu il luogo di sepoltura di Gruffudd Fychan (il padre di Owain Glyndŵr) ma i suoi resti non furono mai rinvenuti nonostante la chiesa parrocchiale conservi ancora la lapide con le parole HIC LACET GRVFVD VACHAN cioè «Qui giace Gruffydd Fychan».